# ویکتور زوباکوف (بازیکن بسکتبال)
ویکتور زوباکوف (روسی: Виктор Алексеевич Зубков؛ ۲۴ آوریل ۱۹۳۷ – ۱۶ اکتبر ۲۰۱۶) بازیکن بسکتبال اهل اتحاد جماهیر شوروی سوسیالیستی بود.
از باشگاه‌هایی که در آن بازی کرده‌است می‌توان به باشگاه بسکتبال زسکا مسکو اشاره کرد.
وی در مسابقات کشوری و بین‌المللی در مجموع برندهٔ ۳ مدال طلا، ۲ مدال نقره، ۱ مدال برنز شده‌است.